# Ulrich Eckstein
Ulrich Eckstein (* 6. April 1931 in Krefeld, Deutschland; † 28. September 2010 in Köln) war ein deutscher Eishockeyspieler. Der Stürmer ist ehemaliger deutscher Nationalspieler.

## Karriere
Ulrich Eckstein begann 1950 als Spieler für den Krefelder EV, mit dessen Mannschaft er Deutscher Meister 1952 wurde und die er später als Kapitän führte.
1960 wechselte er von Krefeld zum Kölner EK, wo er bis 1963 spielte.

### International
Für die deutsche Nationalmannschaft stand Ulrich Eckstein 24 Mal Deutschland auf dem Eis, unter anderem bei der Eishockey-Weltmeisterschaft 1955.

## Karrierestatistik
(Legende zur Spielerstatistik: Sp oder GP = absolvierte Spiele; T oder G = erzielte Tore; V oder A = erzielte Assists; Pkt oder Pts = erzielte Scorerpunkte; SM oder PIM = erhaltene Strafminuten; +/− = Plus/Minus-Bilanz; PP = erzielte Überzahltore; SH = erzielte Unterzahltore; GW = erzielte Siegtore; 1 Play-downs/Relegation; Kursiv: Statistik nicht vollständig)

## Sonstiges
Nach dem Ende seiner Spielerkarriere war er Obmann beim Kölner EK bzw. Kölner EC.
Bis 2007 übernahm er noch Aufgaben beim Kölner EC.